# Hamza Ben Driss Ottmani
Pour les articles homonymes, voir Ben Driss et Ottmani.
Pour les articles homonymes, voir Ben Driss.
Hamza Ben Driss Ottmani, né le 10 mai 1940 à Essaouira (anciennement Mogador), et mort le 30 mai 2012 à Rabat, est un ingénieur, économiste et écrivain marocain.

## Biographie
Ingénieur diplômé de l'École nationale de l'aviation civile (IÉNAC S 63) et économiste diplômé de l'École nationale de la statistique et de l'administration économique (1973), Hamza Ben Driss Ottmani a occupé des postes de responsabilité dans l'Administration publique marocaine, notamment au sein des Ministères des travaux publics et des transports. Il a longtemps occupé le poste de directeur des études, de la planification et de la coordination des transports, avant d'occuper le poste de Secrétaire Général du Ministère des Transports.
Il est également membre fondateur de l'« association pour la sauvegarde, le développement et la promotion de la ville d'Essaouira ».

## L'écrivain
Il est surtout connu comme écrivain. Son œuvre est largement centrée sur sa ville natale, Essaouira, qu'il appelle volontiers de son ancien nom de Mogador.
Son premier ouvrage, Une cité sous les alizés, est une étude historique sur Mogador-Essaouira depuis la préhistoire jusqu'à la veille de la Seconde Guerre mondiale. Il se tourne ensuite vers la fiction, mais en conservant une forte base historique. Dans Si Mogador m'était contée, la vieille narratrice, Lalla Aïcha, fait revivre une vingtaine d'histoires appartenant au passé méconnu de la ville. Le Soldat qui venait de Mogador raconte l'histoire du voyage à La Mecque de Si Taïeb Ech Chiadmi El Maskali, à partir de 1912 ; le jeune homme passe près de douze ans en Libye et participe à la guérilla menée par les Sénoussi contre la colonisation italienne.
Le Fils du Soleil est un roman historique qui reprend l'histoire étonnante de Mustapha Zemmouri, plus connu sous le nom d'Estevanico, Marocain de la région d'Azemmour, esclave emmené par un Espagnol aux Amériques et qui devint l'un des premiers découvreurs de l'Arizona et du Nouveau-Mexique.

## Récompenses
Hamza Ben Driss Ottmani est récompensé en 1997 par la Société de Géographie humaine de Paris, qui lui décerne le prix René-Caillié. Son ouvrage Le Fils du soleil reçoit en 2006 le Prix du Maroc du livre, dans la catégorie « création littéraire ». Sa biographie de Kaddour Benghabrit a fait partie de la sélection pour le Prix Grand Atlas 2011.

## Liste des œuvres
- Mogador des origines à 1939 : Une cité sous les alizés, La Porte, 1999, monographiePréface de Jean-Louis Miège.
- Le soldat qui venait de Mogador, La Porte, 2001, roman
- Le Fils du Soleil : L'Odyssée d'Estevanico de Azemor, La Porte, 2006, roman
- Si Mogador était contée, Eddif, 2007, roman
- Kaddour Benghabrit : Un Maghrébin hors du commun, Marsam, 2010, biographie